# Concettualismo Ridotto
Il Concettualismo Ridotto è una corrente che si sviluppa all'interno dell'Arte concettuale contemporanea.
Il termine Concettualismo Ridotto (Примитивный Концептуализм) è apparso nella seconda metà degli anni 1990 a San Pietroburgo, Russia, nel contesto dell'attività del gruppo artistico "Uscita d'Emergenza" ("Запасный Выход").
Secondo la dottrina teorica del Concettualismo Ridotto, ogni fenomeno può essere letto come un testo, composto dalla sequenza di conglomerati di senso. Preso singolarmente, un conglomerato di senso può a sua volta essere letto come un testo. Ogni testo si presenta come una parte non immutabile, ma inscindibile dall'integra totalità di tutti i testi.
La dottrina metodologica del Concettualismo Ridotto si basa su un'estrema, anche spropositata, linearità d'espressione di concetti complessi senza perderne l'integrità e la complessità.
Si può ammettere una certa influenza della filosofia del Concettualismo Moscovita (Московский Концептуализм) sul processo di formazione della filosofia del Concettualismo Ridotto. 
Nell'intervista pubblicata dalla rivista online italiana Design(Radar, Tim (Timofey) Kostin, autore del termine "Concettualismo Ridotto" e allievo (dal 1994 al 2002) di uno dei fondatori del Concettualismo Moscovita Yuri Nolev-Sobolev, ha dichiarato che "in qualche senso il Concettualismo Ridotto è un frutto (ridotto) del Concettualismo Moscovita".
In Italia, gli scrittori emiliani Paolo Nori e Marco Raffaini in alcune loro azioni del periodo dal 2005 al 2008, si rifanno al Concettualismo Ridotto.
Le forme espressive utilizzate finora dal Concettualismo Ridotto sono state testi letterari, grafica e performance.